# Raúl Ormeño
Elías Raúl Ormeño Pacheco (Temuco, 21 giugno 1958) è un ex calciatore cileno, di ruolo centrocampista.

## Palmarès

### Club

#### Competizioni internazionali
- Copa Libertadores: 1

Colo-Colo: 1991